# Brigitte Schiffer
Brigitte Schiffer (* 14. Juli 1909 in Berlin; † 18. Januar 1986 in London) war eine deutsche Komponistin, Musikethnologin, Musikpädagogin und Musikkritikerin.

## Leben und Wirken
Brigitte Schiffer war die Tochter des Kaufmanns Erwin Edwin Schiffer und seiner Frau Anni geb. Katz, die beide aus jüdischen Familien stammten. Nach dem Tod des Vaters (1913) heiratete ihre Mutter den Geschäftsmann Kurt Oelsner, der Brigitte Schiffer später adoptierte. Sie verbrachte ihre Kindheit und Jugend gemeinsam mit ihrem Bruder Gert (* 1905; † um 1924 an Tuberkulose) unter anderem in Berlin, Davos und Lausanne, Freiburg im Breisgau und – nachdem die Familie aufgrund der Geschäfte des Stiefvaters nach Ägypten übersiedelt war – ab 1923 in Alexandria, wo sie 1929 das französische Abitur ablegte. In dieser Zeit erhielt sie privaten Klavierunterricht und Unterricht in Musiktheorie. 1930 begann sie in Berlin an der Staatlichen Hochschule für Musik und Darstellende Kunst ein Studium der Komposition bei Heinz Tiessen und studierte zusätzlich ab 1931 Philosophie, Musikwissenschaft und Völkerkunde an der Friedrich-Wilhelms-Universität. Ihre Lehrer waren unter anderem Curt Sachs, Erich von Hornbostel und Arnold Schering.
1932 nahm Schiffer in Kairo am ersten Kongress für arabische Musik teil und machte Bekanntschaft mit arabischen und europäischen Komponisten, Musikwissenschaftlern und Musikern. 1932 und 1933 unternahm sie im Auftrag des Berliner Phonogramm-Archivs zwei Forschungsreisen in die ägyptische Oase Siwa – teilweise gemeinsam mit ihrem Kommilitonen, dem Musikethnologen Hans Hickmann. Dort fertigten sie zahlreiche Wachswalzen-Aufnahmen mit Musik aus der Oase Siwa an, die heute Bestandteil des Archivs sind.
Nach der Machtergreifung durch die Nationalsozialisten war sie kurzzeitig wegen ihrer jüdischen Herkunft an der Universität exmatrikuliert. Sie konnte aber ihr Studium durch den Einsatz von Arnold Schering fortsetzen und 1935 mit der Promotion zum Dr. phil. in Musikethnologie mit der Dissertation Die Oase Siwa und ihre Musik beenden. Ihr Kompositionsstudium an der Musikhochschule brach sie 1935 aufgrund von Repressalien durch die Nationalsozialisten ab.
Anschließend kehrte sie zu ihren Eltern nach Ägypten zurück und heiratete im September 1935 den ebenfalls nach Ägypten emigrierten Hans Hickmann. Die Hochzeit fand in Nikosia (Zypern) statt, da sich das deutsche Konsulat in Kairo geweigert hatte, die Trauung einer sogenannten „Mischehe“ vorzunehmen. 1938 trennte sich das Paar – nach Angaben von Schiffer und Hickmann in Folge einer Zwangsscheidung durch den Volksgerichtshof II. Schiffer war von 1937 bis 1959 Professorin für Musik am Kairoer Institute for Education of Girls (später Higher Institute of Education for Women in Fine Arts) und wurde nach einiger Zeit Leiterin der Musikabteilung des Instituts. Während der kriegsbedingten Unterbrechung ihrer Lehrtätigkeit (1943–1945) arbeitete sie für die britische Armee, für die sie deutsche Radiosendungen abhörte und übersetzte. Zusätzlich zu ihrer Lehrtätigkeit am Institut war sie von 1951 bis 1953 Musikreferentin des ägyptischen Unterrichtsministeriums. Als Dozentin wirkte sie von 1959 bis 1963 am neu gegründeten Kairoer staatlichen Konservatorium für Musik. Zudem verfasste sie zahlreiche Beiträge für den ägyptischen Rundfunk.
Sie unternahm nach Kriegsende immer wieder Reisen nach Europa. 1950 hielt sie erstmals einen Vortrag zum Thema „Das Musikleben in Ägypten“ bei den Internationalen Darmstädter Ferienkursen für Neue Musik und war dort seitdem regelmäßig Kursteilnehmerin und Berichterstatterin. 1963 übersiedelte Schiffer mit dem Antiquitätenhändler Oswald Burchard (1909–1998), bis zu ihrem Tod ihr Lebensgefährte, nach London. Von dort aus berichtete sie über zwei Jahrzehnte lang als Musikkritikerin über Musikereignisse, wobei sie auch zu Festivals in Europa reiste. Sie war Korrespondentin von britischen, deutschen und schweizerischen Tageszeitungen und Musikzeitschriften, darunter die Zeitschriften The World of Music, Melos und Neue Zeitschrift für Musik.
Langjährige Korrespondenzen verbanden sie mit Persönlichkeiten wie Hans Heinz Stuckenschmidt, Carla Henius, Wladimir Vogel, Hermann Scherchen und ihrem Kompositionslehrer Heinz Tiessen. Des Weiteren sind Briefwechsel mit Leo Kestenberg, Alfred Schlee, Luigi Dallapiccola, Pierre Boulez sowie Paul Hindemiths Frau Gertrud erhalten. Schiffer hatte keine Kinder.

## Wirken als Komponistin
Während ihres Kompositionsstudiums in Berlin entstand in den 1930er Jahren das Streichquartett in 3 Sätzen, das im Klima der beginnenden Judenverfolgung und unter dem Druck des judenfeindlichen Fritz Stein (1934 Direktor der Hochschule) nur in kleinem Kreis aufgeführt werden konnte.
In Ägypten schuf sie zahlreiche Werke, die in Kairo und Alexandria zur Aufführung gelangten. Mit ihrem Streichquartett gewann sie 1943 den Concours Betsy Stross; einer der Juroren bei diesem Wettbewerb war Leo Kestenberg, zu dem sich anschließend eine langjährige Freundschaft entwickelte. Mitte der 1940er Jahre stellte sie ihre kompositorische Tätigkeit wegen Zeitmangel ein. 2014 wurde ihr Streichquartett im Konzerthaus Berlin wieder aufgeführt und zudem im Deutschlandfunk gesendet.
Viele Werke Schiffers sind nicht mehr erhalten; es liegt daher kein vollständiges Werkverzeichnis vor. In der Korrespondenz mit Heinz Tiessen wurden Werke erwähnt, die sie entweder komponiert hatte oder die sich in Planung befanden, darunter Chorwerke und Werke für Tasteninstrumente.

## Werke (Auswahl)

### Schriften
- Die Oase Siwa und ihre Musik. Dissertation. Druckerei Wilhelm Postberg, Bottrop 1936.
- Le mirage de l’Orient dans la Musique Européenne. In: Revue des Conférences Françaises en orient. 1945, S. 412–415.
- Neue griechische Musik. In: Orbis musicae: Studies in musicology 1, 2, 1972, S. 193–201.
- Die Folgen der Kulturrevolution. Interview mit Alexander Goehr über seine Lehrtätigkeit in China. In: Neue Zeitschrift für Musik. 142, 2, 1981, S. 155–157.

### Kompositionen
- Streichquartett
- Trauermusik für einen Bewegungschor und Orchester in 3 Teilen, 1932
- Concerto Grosso für Klavier (oder Cembalo), Flöte (oder Violine), Violoncello solo und Orchester, 1936
- Vier Fabeln nach Lafontaine für dreistimmigen Madrigalchor; Klavier ad libitum
- Missa brevis für zwei Stimmen, zwei Instrumente und Schlagzeug

## Nachlass
Schiffers Werke und Korrespondenzen befinden sich in den Archiven der Akademie der Künste Berlin (Hermann-Scherchen-Archiv), im Archiv der Zentralbibliothek Zürich, im Archive of Israeli Music der Universität Tel Aviv, im Archiv der Humboldt-Universität zu Berlin, der Israelischen Nationalbibliothek (Brigitte Schiffer Archiv; Sign.: Mus 59) und im Archiv des Verlags Universal Edition.